# کتابخانه ریاست جمهوری (ترکیه)

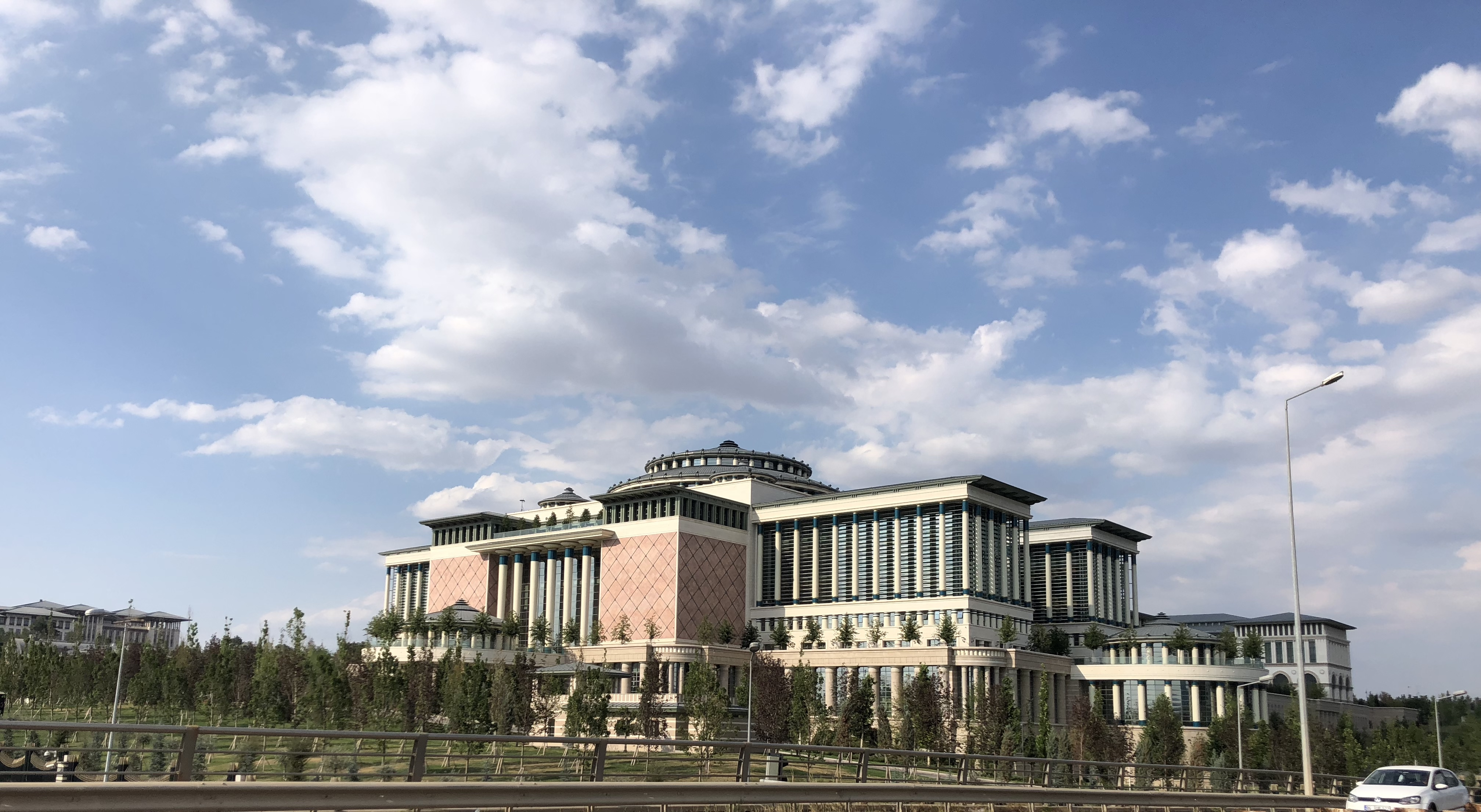
نمای خارجی کتابخانه ریاست جمهوری (ترکیه)

کتابخانهٔ ریاست جمهوری (به ترکی: Cumhurbaşkanlığı Kütüphanesi) یا کتابخانهٔ ملت بزرگ‌ترین کتابخانه در ترکیه است که مجموعه‌ای از ۴ میلیون جلد کتاب به ۱۳۴ زبان مختلف و ۱۲۰ میلیون مقاله و گزارش را در خود جای داده‌است. کتابخانهٔ ریاست جمهوری که بزرگ‌ترین مجموعهٔ جدید در سطح جهان را دارد در ۲۰ فوریهٔ ۲۰۲۰ توسط رجب طیب اردوغان رئیس‌جمهور ترکیه افتتاح شد. علاوه بر دریافت و نگهداری نسخه‌ای از تمام مطبوعات و کتاب‌ها در سطح کشور، این کتابخانه به صورت واسپاری و در همکاری با وزارت امور خارجهٔ این کشور کتاب‌های چاپ‌شده در کشورهایی را نیز که با ترکیه ارتباط دیپلماتیک دارند دریافت می‌کند. همچنین نسخهٔ خطی و اصل کتاب‌های نایاب بسیاری همچون نخستین فرهنگ واژگان زبان‌های ترکی به نام دیوان لغات الترک که در سال ۷۴–۱۰۷۲ توسط محمود کاشغری نوشته شده‌است، در این کتابخانه نگهداری می‌شود.
کتابخانهٔ ریاست جمهوری در درون مجموعهٔ ریاست جمهوری ترکیه قرار دارد و با ۱۲۵ هزار متر مربع مساحت می‌تواند به‌طور همزمان ۵ هزار خواننده را در خود جای بدهد. ساختمان کتابخانه با سنگ‌های مرمر صورتی و سفید تزئین شده و با نقش‌مایه‌های معماری سلجوقی، عثمانی و نیز معماری معاصر طراحی شده‌است.